# Kate
Kate (акронім до KDE Advanced Text Editor) — текстовий редактор у графічній оболонці KDE. Зручний та простий у використанні. Має численні додаткові функції, підсвічення різними кольорами синтаксису файлів різних типів.
Дана програма відноситься до вільного відкритого програмного забезпечення із  GNU-ліцензією.

## Історія
Kate увійшов до kdebase у версії 2.2 2001 року. Завдяки технології KParts, Kate може бути вмонтовано у інші програми проєкту KDE. Середовище розробки програмного забезпечення KDevelop, HTML-редактор Quanta Plus, редактор LaTeX Kile — три найбільших застосунка, що використовують Kate як, компонент для редагування. Kate переміг у конкурсі просунутих текстових редакторів у журналі Linux Voice.
У липні 2014 року команда розробників почала портування текстового редактора (одночасно з Dolphin, Konsole, KDE Telepathy та Yakuake) під платформу KDE Frameworks 5.
У 2022 році текстовий редактор KDE KWrite було модифіковано для використання тієї ж кодової бази, що і Kate з деактивованими функціями.

## Особливості
Kate можна використовувати як редактор для програмування, завдяки тому що підтримується підсвічення синтаксису для більш ніж 200 форматів та згортання. Підтримує UTF-8, UTF-16, ISO 8859-1 та ASCII кодування, а також може автоматично визначити кодування символів для файла.
Kate може використовуватися як модульний текстовий редактор, за допомогою vi-подібного режиму.
Kate підтримує multiple document interface, розділення вікон, редагування проєктів та сесій, що дозволяє редагувати декілька документів. Використовуючи сесії, можна налаштувати Kate для різних проєктів, зберігаючи список відкритих файлів, список увімкнених плаґінів та налаштувань вікна. До складу Kate входить емулятор терміналу KDE Konsole за допомогою плагіна Terminal Tool View. Станом на квітень 2021 року ця функція недоступна для версії Kate для Windows.
Для знаходження та заміни тексту Kate використовує інкрементальний пошук, багатоканальний пошук та заміну, та підтримку регулярних виразів. Це дозволяє виконувати пошук та заміну у декількох файлах.
Як KDE-застосунок, Kate може відкривати та зберігати файли, використовуючи усі протоколи, що підтримуються бібліотеками KIO. Наприклад, HTTP, FTP, SSH, SMB, WebDAV, та інші.